# Jablonce

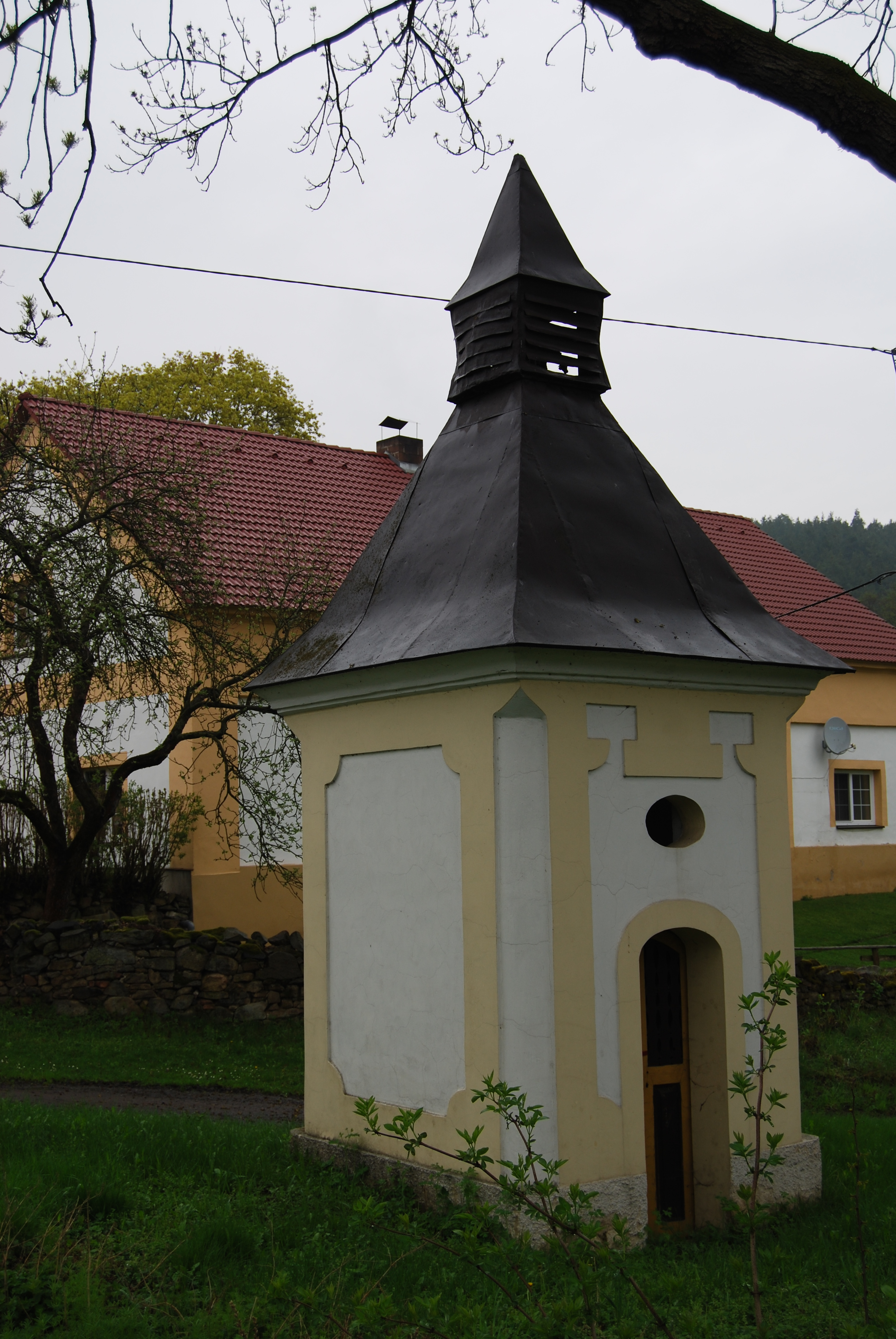
Kapelle

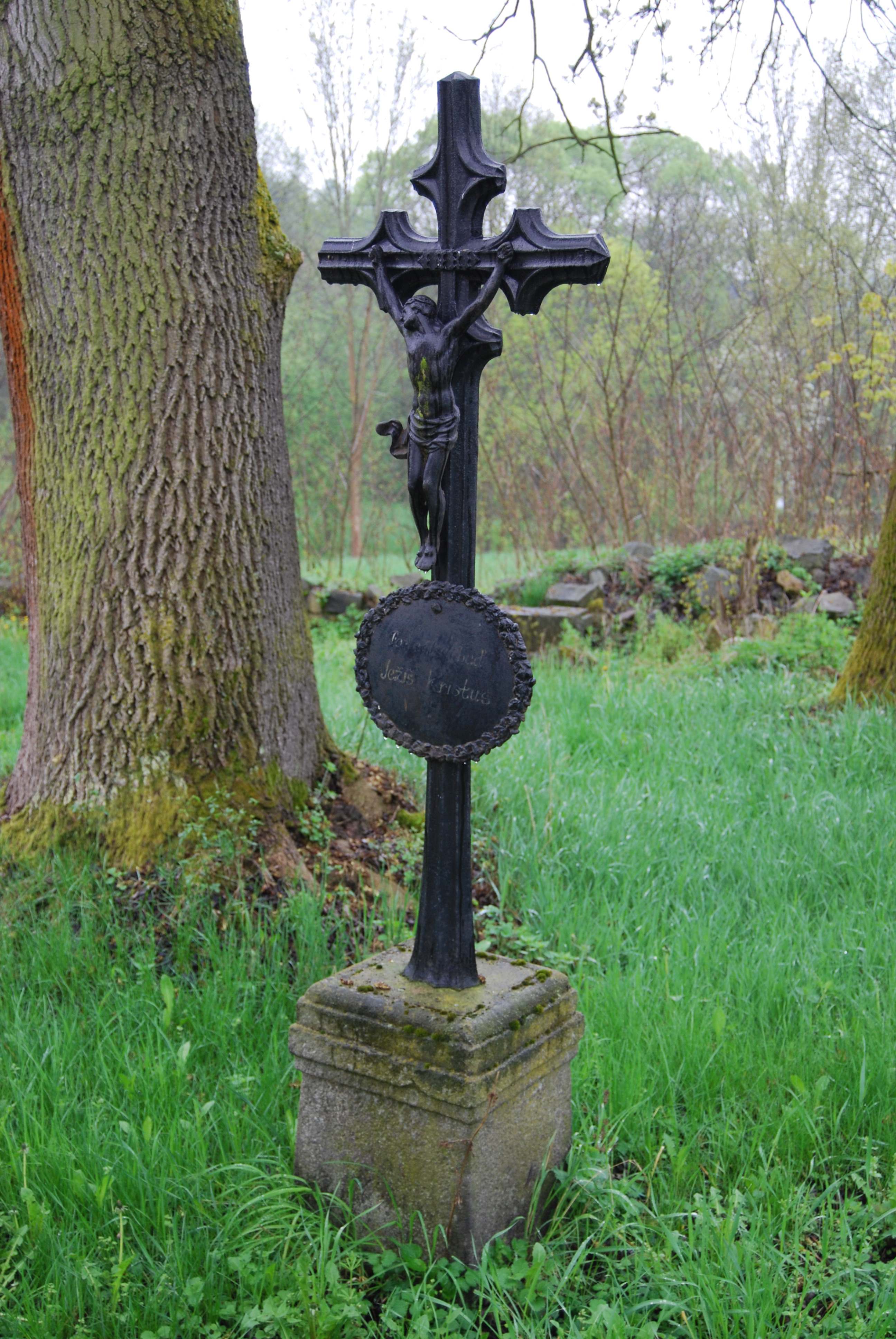
Kreuz an der Kapelle

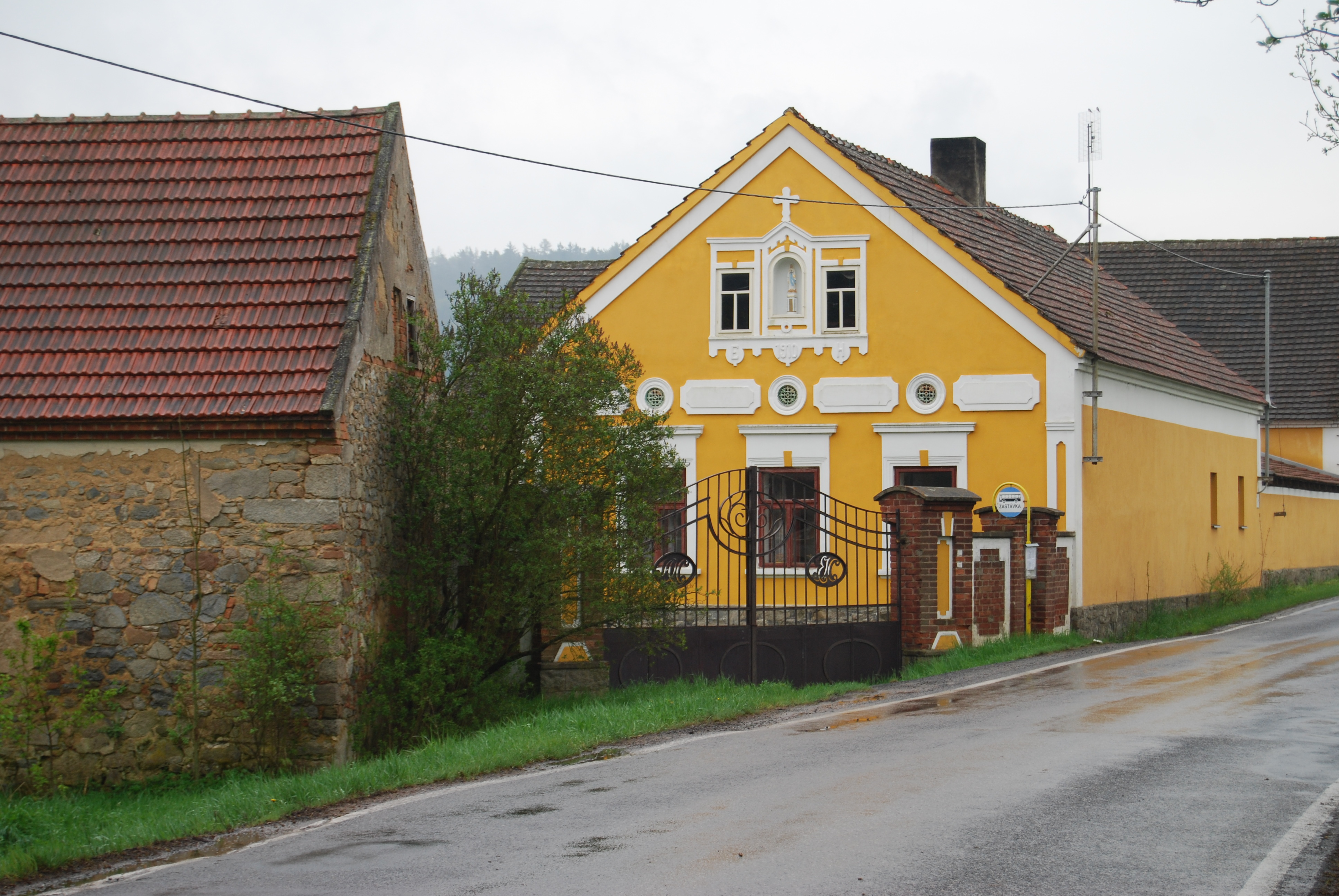
Haus in Jablonce

Jablonce (deutsch Jablonetz) ist ein Ortsteil der Gemeinde Nečín in Tschechien. Er liegt 16 Kilometer östlich des Stadtzentrums von Příbram und gehört zum Okres Příbram.

## Geographie
Jablonce befindet sich im Tal des Baches Jablonecký potok in der Dobříšská pahorkatina (Dobrischer Hügelland). Nördlich erhebt sich der Hrozný vršek (458 m n. m.), im Osten der Zámeček (480 m n. m.), südöstlich die Velká hora (456 m n. m.), im Süden der V Rovinách (451 m n. m.), südwestlich die Bohatá hora (480 m n. m.) sowie im Westen der Ouchody (442 m n. m.). Durch Jablonce verläuft die Staatsstraße II/102 zwischen Chotilsko und Obory.
Nachbarorte sind Nečín, Lipiny und Křelovice im Nordosten, Vrchy, Hřiměždice, Na Jindrově und Vestec im Osten, Tehava, Roviště und Na Sedlích im Südosten, Vápenice im Süden, Obory im Südwesten, Pánkovka im Westen sowie Chaloupky, Hora, Skalice, Bělohrad und Strupina im Nordwesten.

## Geschichte
Die erste schriftliche Erwähnung von Gablonedži erfolgte 1572 in einer für Pavel Korka von Korkin gefertigten Beschreibung der Herrschaft Dobřisch. Am 14. Juni 1630 verkaufte die Böhmische Kammer die Herrschaft Dobřisch mit dem angeschlossenen Gut Heiligfeld mit Ausschluss der Jagd auf Rot- und Schwarzwild erblich an den Oberstjäger der Königreiches Böhmen, Bruno von Mansfeld und Heldrungen.  Nachfolgender Besitzer war ab 1644 Franz Maximilian von Mansfeld. Bis 1714 gehörte das Dorf zum Podbrder Kreis, danach wurde es Teil des Berauner Kreises.
Nachdem 1780 mit dem Tode von Joseph Wenzel von Mansfeld das Geschlecht im Mannesstamme erloschen war, erbte dessen Schwester Maria Isabella die Herrschaft Dobřisch. Es erfolgte die Namens- und Wappenvereinigung mit der Familie ihres Ehemannes Franz de Paula Gundaker von Colloredo-Waldsee-Mels zum Geschlecht Colloredo-Mannsfeld. Nach Maria Isabellas Tod im Jahre 1794 erbte ihr Sohn Rudolph Joseph II. die Güter. Nach dem Tode des kinderlosen Rudolf Joseph II. von Colloredo-Mannsfeld fiel die Herrschaft 1844 dessen Neffen Franz de Paula Gundaccar II. von Colloredo-Mannsfeld zu.
Im Jahre 1846 bestand das Dörfchen Jablanetz, auch Jablonetz, Gablanec bzw. Gablonec genannt, aus sieben Häusern mit 50 Einwohnern. Pfarrort war Werměřitz. Bis zur Mitte des 19. Jahrhunderts blieb Jablanetz der Herrschaft Dobřisch untertänig.
Nach der Aufhebung der Patrimonialherrschaften bildete Jablonec / Jablonetz ab 1850 einen Ortsteil der Gemeinde Nečín im Gerichtsbezirk Dobříš. Am 20. Mai 1866 beschlossen die Gemeindevertreter von Obory und Jablonec den Bau einer gemeinsamen Schule für beide Dörfer in Obory, in der bereits am 26. November desselben Jahres der Unterricht für 47 Kinder aufgenommen wurde. Ab 1868 gehörte Jablonec zum Bezirk Příbram. Seit 1920 führt das Dorf den Namen Jablonce. Im Jahre 1991 hatte Jablonce 13 Einwohner, beim Zensus von 2001 lebten in den fünf Wohnhäusern sieben Personen.

## Ortsgliederung
Der Ortsteil Jablonce ist Teil des Katastralbezirkes Nečín.

## Sehenswürdigkeiten
- Kapelle
- Gusseisernes Kreuz neben der Kapelle